# Filadelfia (Paraguay)
Filadelfia es una ciudad paraguaya ubicada en el centro del Chaco paraguayo. Es la capital del departamento de Boquerón, situada en un territorio que abarca la parte nororiental del departamento, cubriendo un área de 13.879 km². Asentada en el medio de todo el Chaco, dista a 470 km de Asunción. Según datos del censo paraguayo de 2022, cuenta con 20.595 habitantes. Fundada el 17 de agosto de 1931, fue elevada a la categoría de distrito en 2006.
Se ubica a 25 km de Loma Plata, ciudad con la que conforma el aglomerado Filadelfia-Loma Plata, reuniendo 40.000 habitantes y concentrando el 60% de la población departamental. La población filadelfiana está constituida principalmente por colonos menonitas. Fundada junto a otras localidades menonitas a finales de la década de 1920, ha desarrollado una cultura específica, transmitida a lo largo de los siglos a través de la religión, y una infraestructura productiva que le aporta a sus residentes alto poder de compra. Estas comunidades menonitas trabajan con modernas técnicas de producción agropecuaria, fabricación de productos lácteos y procesamiento de sésamo y maní.

## Historia

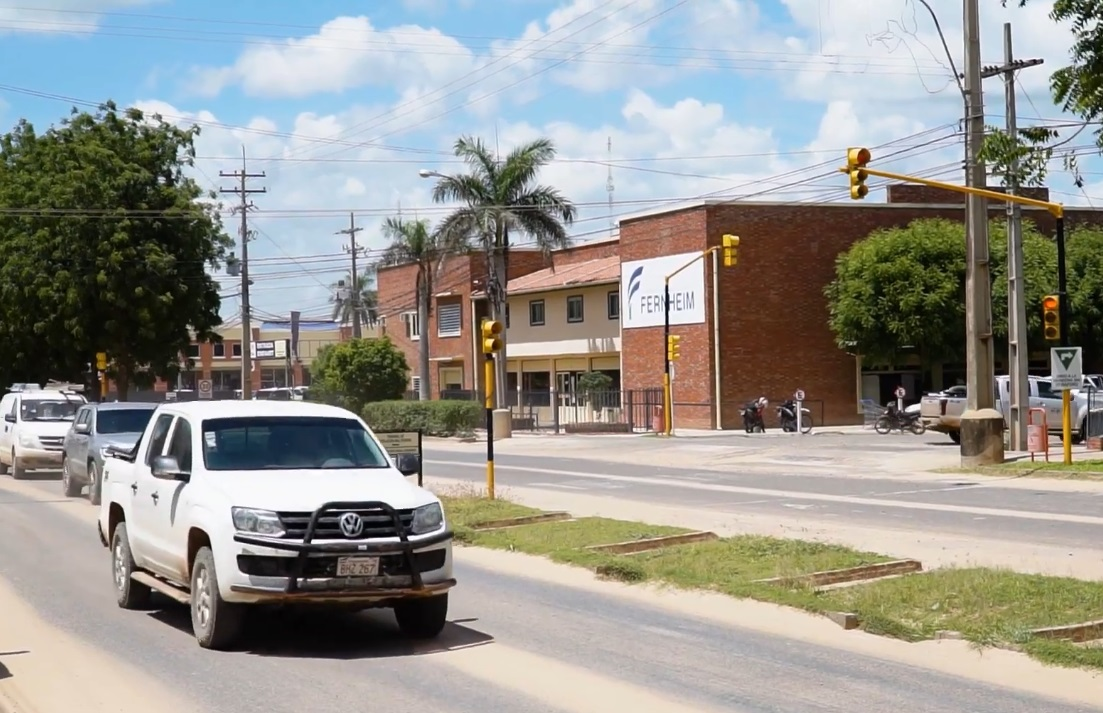
Avenida principal.

El origen de Filadelfia se remonta cuando unas 1.572 personas, que habían emigrado de la Unión Soviética, fundaron la Colonia Fernheim en 1930. Desde entonces lograron organizar 12 aldeas con 20 a 25 granjas cada una. En los siguientes años fueron sumándose otros pequeños grupos. Todo esto constituye en la actualidad una colonia con 25 aldeas y la zona céntrica, la ciudad de Filadelfia.
Para administrar la sociedad colonizadora y para coordinar la comercialización de los productos agropecuarios, como también para la provisión de los artículos de consumo, fue necesario la organización de un centro administrativo. Esta elección recayó en el lugar que actualmente ocupa la ciudad de Filadelfia, debido a que en este territorio se detectaron suficientes reservas de agua dulce subterránea. De este modo, el casco urbano se encontraba en un punto equidistante de las aldeas en aquel entonces instaladas.
Una vez decidido la ubicación del centro, se elaboró el plano de la futura ciudad. Se proyectaría en forma de damero o cuadrícula, o como un tablero de ajedrez. Así, fueron planificados 1.050 lotes de 0,75 hectáreas cada una y con calles de una anchura de hasta 30 metros. El plano contemplaba la división de la ciudad en zonas: la zona industrial, la zona comercial y la zona residencial. Con este plan consensuado fue construyéndose la ciudad de Filadelfia. En 1977 fue necesario ampliar la superficie citadina. El nombre de la calle principal «Hindenburg», recuerda la amable acogida de los refugiados menonitas de Rusia por parte del político alemán Paul von Hindenburg.
En Filadelfia fue instalada, como primera medida, una «Gatter»-sierra para la provisión de madera, la cual estaba a disposición de todos los colonos, y que en la actualidad puede apreciarse en el jardín frontal del museo. Las instalaciones mejoraron de a poco: de una simple sierra pasó a ser un aserradero y alrededor del mismo fue creciendo el centro industrial, en el cual se procesaban y comercializaban los productos agropecuarios de los granjeros. Posteriormente, se construyeron otros edificios: el administrativo (hoy el museo), el hospital, la escuela, la lechería, la imprenta del «Mennoblatt» y la iglesia.
Con el paso del tiempo se sumaron los profesionales, pequeños empresarios y también ofertas laborales de artesanos como herreros, carpinteros y bicicleteros. Poco después la ciudad necesitó dotarse de los talleres, los negocios, como también hoteles y restaurantes. Filadelfia se convertiría paulatinamente en el centro de la vida económica, cultural y espiritual de los inmigrantes y del Chaco paraguayo.
Las primeras construcciones administrativas del centro se lograron gracias a la organización de equipos voluntarios. A día de hoy, las sociedades cooperativas financian las nuevas construcciones. Los caminos, desde las primeras picadas, hasta la red vial actual, que conectan las aldeas entre sí y con el centro, se construyen y mantienen societariamente. En 2009 la ciudad asfalta sus primeros 4 km de calles, por encargo del Departamento Vial de la Colonia.
El primer empuje económico de la colonia Fernheim fue en los años 50, con el llamado «crédito del millón» de América del Norte. En aquella época, una caldera brindaría energía eléctrica a Filadelfia. La construcción de la pista de aterrizaje para la comunicación aérea regular y la construcción de la Ruta Transchaco en los años 60 ayudaron a sacar a la colonia del aislamiento. En los últimos años de los años 80 se logró la conexión telefónica vía Copaco. Aun así, tiempo antes se había logrado un sistema de intercomunicación interna en la colonia, a través de una telefonía magnetofónica.
La preocupación constante era la provisión permanente de agua. Cada residencia se proveía de agua mediante el acopio del agua de lluvia, el cual se acumula en las cisternas. En la actualidad, Filadelfia cuenta con unos 20 reservorios de agua o tajamares para juntar y guardar el agua de lluvia.

## Geografía

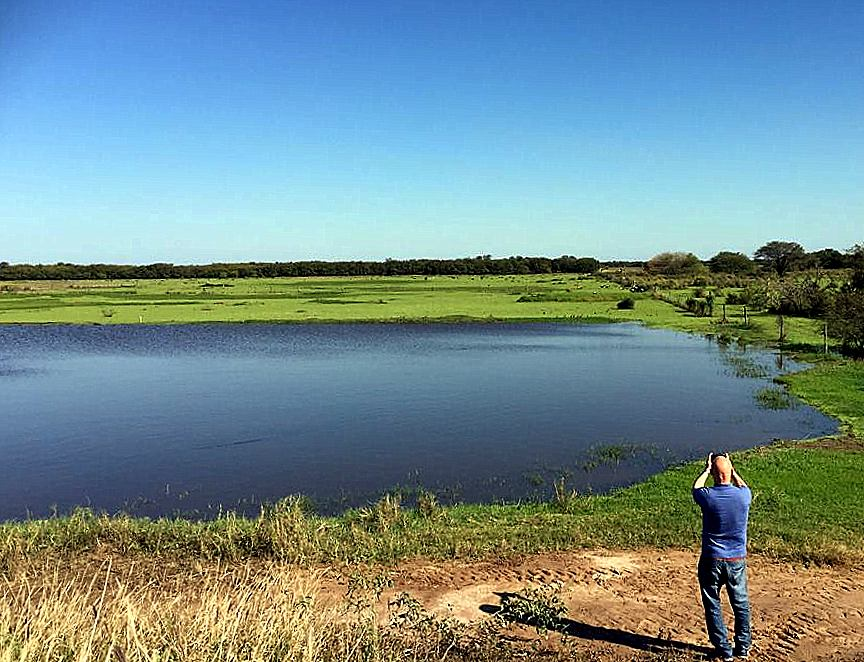
Tajamar.

### Clima
El clima es semi-tropical, con veranos calurosos con temperaturas que superan los 40 °C y noches húmedas. Además es la época en la que hay mayores precipitaciones. El invierno es fresco con algunos días cálidos y recibe menos precipitaciones en esta época. En el otoño y la primavera son predominantemente cálidos. La temperatura media es 25 °C. El clima de Filadelfia, también puede ser clasificado como clima tropical de sabana (Aw) , de acuerdo con la clasificación climática de Köppen.
| Parámetros climáticos promedio de Filadelfia (Paraguay) | Parámetros climáticos promedio de Filadelfia (Paraguay) | Parámetros climáticos promedio de Filadelfia (Paraguay) | Parámetros climáticos promedio de Filadelfia (Paraguay) | Parámetros climáticos promedio de Filadelfia (Paraguay) | Parámetros climáticos promedio de Filadelfia (Paraguay) | Parámetros climáticos promedio de Filadelfia (Paraguay) | Parámetros climáticos promedio de Filadelfia (Paraguay) | Parámetros climáticos promedio de Filadelfia (Paraguay) | Parámetros climáticos promedio de Filadelfia (Paraguay) | Parámetros climáticos promedio de Filadelfia (Paraguay) | Parámetros climáticos promedio de Filadelfia (Paraguay) | Parámetros climáticos promedio de Filadelfia (Paraguay) | Parámetros climáticos promedio de Filadelfia (Paraguay) |
| Mes                                                     | Ene.                                                    | Feb.                                                    | Mar.                                                    | Abr.                                                    | May.                                                    | Jun.                                                    | Jul.                                                    | Ago.                                                    | Sep.                                                    | Oct.                                                    | Nov.                                                    | Dic.                                                    | Anual                                                   |
| ------------------------------------------------------- | ------------------------------------------------------- | ------------------------------------------------------- | ------------------------------------------------------- | ------------------------------------------------------- | ------------------------------------------------------- | ------------------------------------------------------- | ------------------------------------------------------- | ------------------------------------------------------- | ------------------------------------------------------- | ------------------------------------------------------- | ------------------------------------------------------- | ------------------------------------------------------- | ------------------------------------------------------- |
| Temp. máx. abs. (°C)                                    | 44.0                                                    | 44.7                                                    | 41.4                                                    | 39.8                                                    | 37.6                                                    | 36.4                                                    | 37.2                                                    | 40.2                                                    | 42.8                                                    | 44.8                                                    | 43.4                                                    | 43.4                                                    | 44.8                                                    |
| Temp. máx. media (°C)                                   | 36                                                      | 35                                                      | 33                                                      | 30                                                      | 28                                                      | 25                                                      | 26                                                      | 30                                                      | 32                                                      | 33                                                      | 35                                                      | 36                                                      | 31.4                                                    |
| Temp. media (°C)                                        | 29                                                      | 29                                                      | 27                                                      | 24                                                      | 22                                                      | 20                                                      | 19                                                      | 22                                                      | 25                                                      | 27                                                      | 28                                                      | 29                                                      | 25.1                                                    |
| Temp. mín. media (°C)                                   | 23                                                      | 22                                                      | 21                                                      | 18                                                      | 16                                                      | 14                                                      | 13                                                      | 15                                                      | 17                                                      | 19                                                      | 21                                                      | 22                                                      | 18.6                                                    |
| Temp. mín. abs. (°C)                                    | 13.4                                                    | 11.5                                                    | 10.4                                                    | 4.4                                                     | 1.6                                                     | -2                                                      | -4                                                      | -4                                                      | 0.8                                                     | 7                                                       | 10.3                                                    | 10.5                                                    | -4                                                      |
| Precipitación total (mm)                                | 175                                                     | 155                                                     | 136                                                     | 79                                                      | 37                                                      | 3                                                       | 16                                                      | 9                                                       | 44                                                      | 80                                                      | 116                                                     | 150                                                     | 1000                                                    |
| Días de lluvias (≥ 0.1 mm)                              | 22                                                      | 21                                                      | 19                                                      | 16                                                      | 9                                                       | 1                                                       | 3                                                       | 5                                                       | 10                                                      | 12                                                      | 16                                                      | 22                                                      | 156                                                     |
| Horas de sol                                            | 270                                                     | 250                                                     | 236                                                     | 200                                                     | 186                                                     | 170                                                     | 175                                                     | 179                                                     | 195                                                     | 216                                                     | 244                                                     | 269                                                     | 2590                                                    |
| Humedad relativa (%)                                    | 84                                                      | 83                                                      | 81                                                      | 81                                                      | 79                                                      | 75                                                      | 75                                                      | 75                                                      | 78                                                      | 79                                                      | 82                                                      | 84                                                      | 79.7                                                    |
| Fuente: Climate-Data Org                                |                                                         |                                                         |                                                         |                                                         |                                                         |                                                         |                                                         |                                                         |                                                         |                                                         |                                                         |                                                         |                                                         |

## Demografía

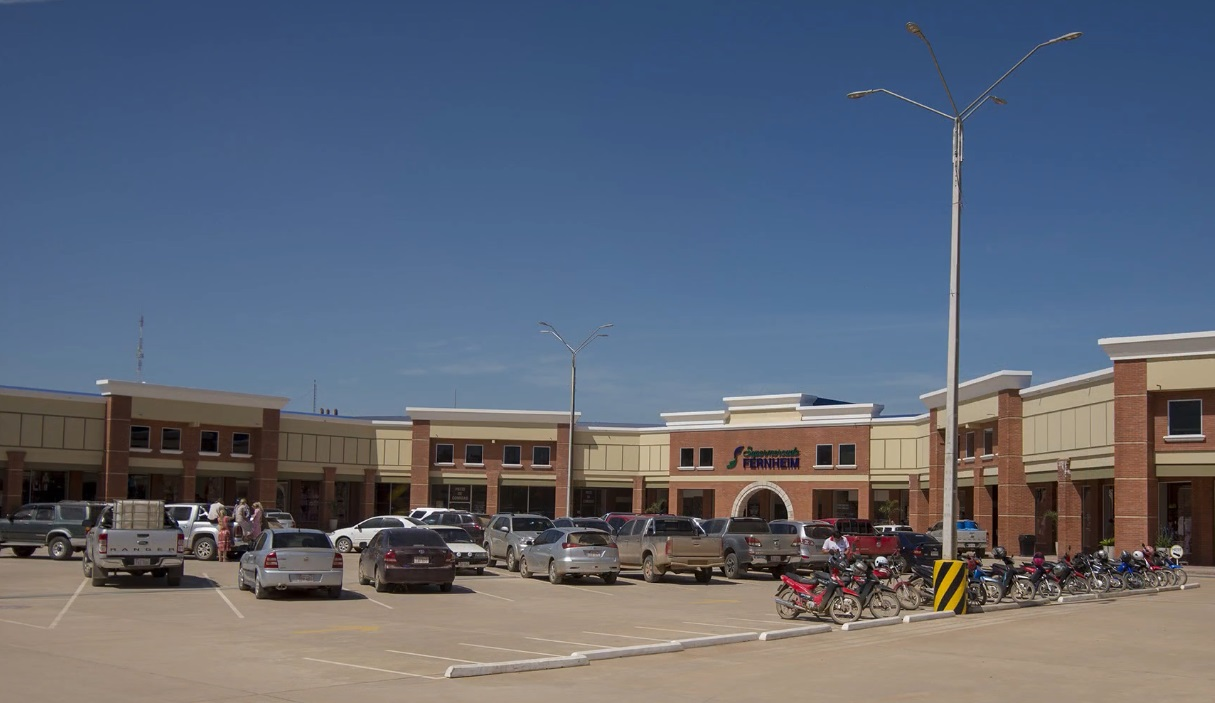
Supermercado de la ciudad.

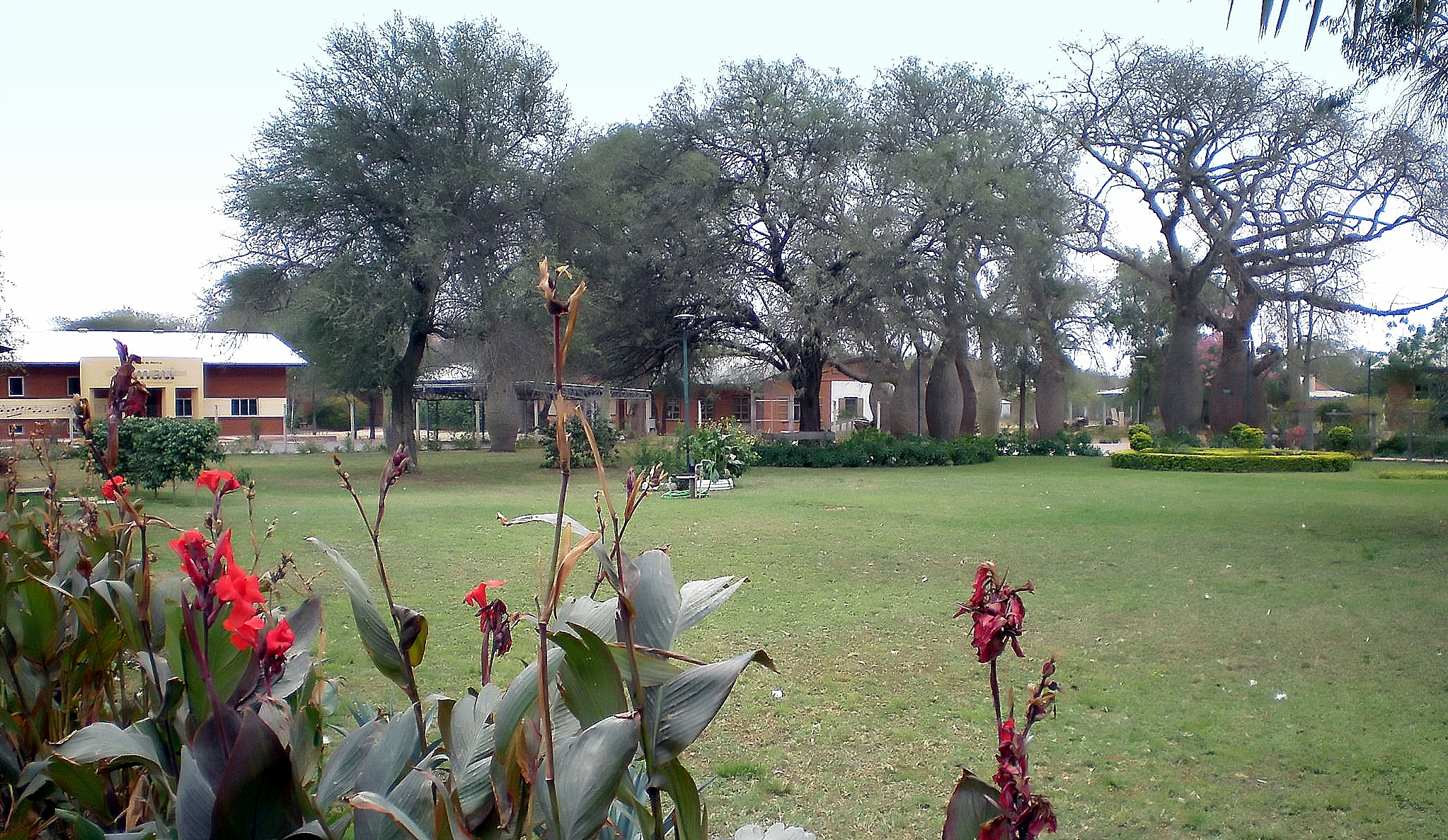
Parque de las Memorias.

En 1932 vivían cuatro familias en la colonia. En 1937 se contabilizaban 104 habitantes, en 1947 unas 469 personas y en 1957 ya sumaban 704 habitantes. Hoy, los descendientes de estos primeros colonos son unas 3500 personas, es decir, casi el 90% son nacidos en Paraguay. Por decreto del poder ejecutivo, Filadelfia se constituye como la capital del departamento de Boquerón en 1993.
En 2006, la ciudad asciende a la categoría de distrito municipal. La Municipalidad de Filadelfia asume la administración y el gobierno local para una población de aproximadamente 20.000 personas. El rápido progreso ofrecía cada vez más lugares de trabajo en las dependencias industriales, en los talleres y negocios, para profesionales y empleados. Además del genuino núcleo de unos 3500 menonitas, en esta localidad hay otros barrios cuyos habitantes corresponden a etnias bien diferenciadas.

### Barrios
En el barrio "Enlhet Cacique Mayeto" viven aproximadamente 1.360 personas, que son los originarios de Filadelfia. La comunidad Nivaclé "Uj´e Lhavos" cuenta con 3.270 miembros, quienes llegaron en los años 50 desde la zona del río Pilcomayo, cuando los granjeros del Chaco central necesitaban mano de obra para la cosecha del algodón. Por su parte, los indígenas guaraníes centrales llegaron en los años 60 desde Mariscal Estigarribia en calidad de obreros y trabajadores, mientras que más tarde llegarían otros de Puerto Casado. La Guerra del Chaco propició que otros grupos indígenas emigraran de Bolivia al Chaco paraguayo, los cuales viven en Villa Guaraní Yvopey y suman unos 730 miembros del grupo. El mercado de trabajo de los años 70 atrajo la migración de germanobrasileños y paraguayos hacia Filadelfia. Esta comunidad vive principalmente en el Barrio Amistad y suman unos 2500 habitantes.
Las dependencias gubernamentales y sus empleados se instalaron en Filadelfia, cuando esta se constituyó como capital departamental. Una vez llegado, estos empleados se instalaron en Villa Dollinger, barrio que cuenta con unas 200 personas. El Barrio Primavera es otra parte de la ciudad en el sur de Filadelfia con aproximadamente 200 personas. El crecimiento demográfico en las comunidades de la población indigente está en el orden del 4% por año (nacimientos 3% e inmigración 1%)

### Etnografía
Alrededor del 50% de los habitantes que habitan el casco urbano son de procedencia indígena, es decir, unos 10 000 habitantes. Este mismo grupo está conformado mayoritariamente por la etnia nivaclé, luego le siguen los guaraníes y cacique mayeto, estos últimos ya asentados en la zona antes de la llegada de los menonitas. Por último, se encuentran los ayoreos que se adaptaron en las últimas décadas a la vida citadina.

## Economía

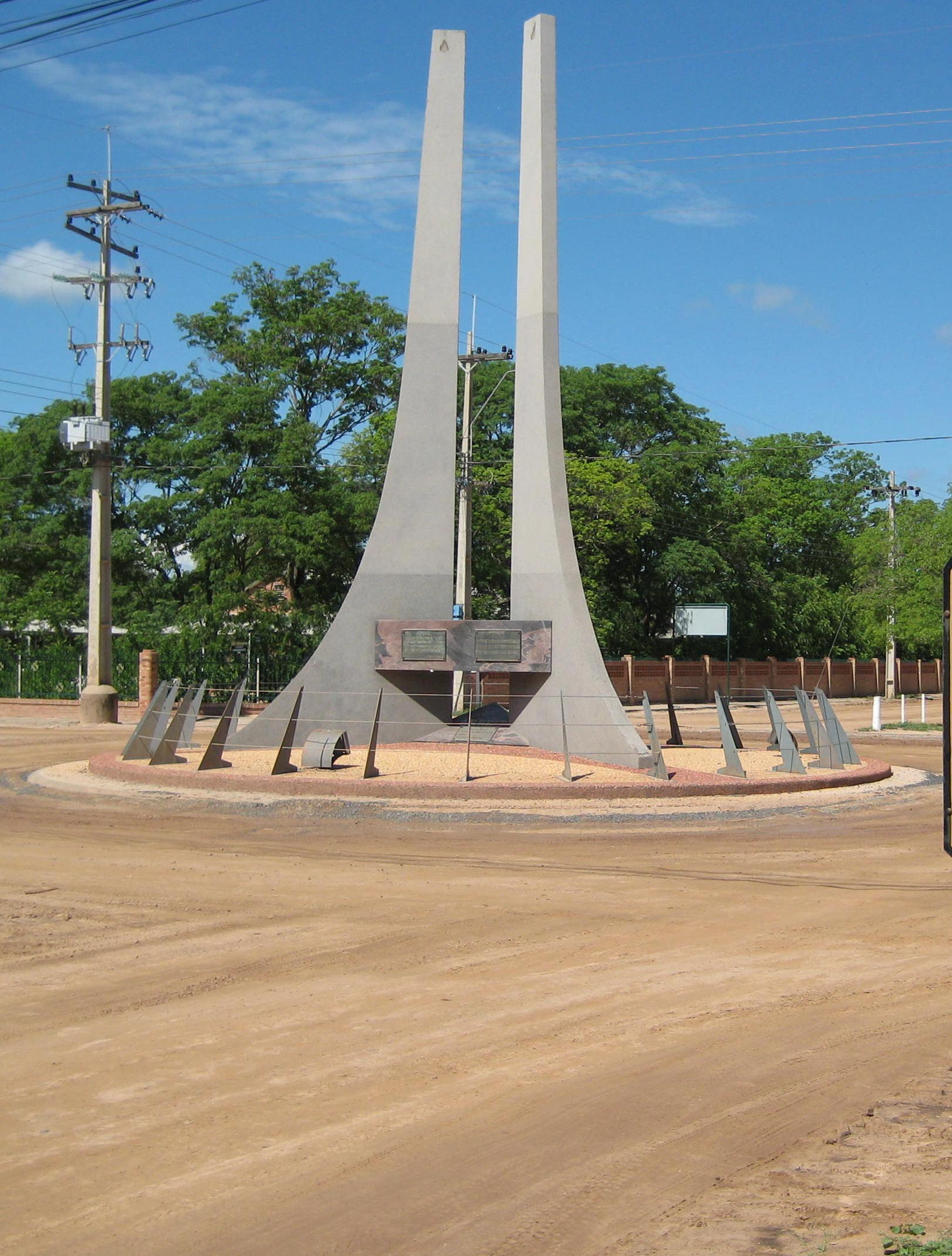
Monumento a la Fe, Unidad y Valor.

Filadelfia se abastece económicamente de la producción primaria y secundaria. En la zona se establecieron la agricultura, ganadería mayor y la elaboración de productos lácteos. La cooperativa estableció algunas industrias en Filadelfia: la lechería (COOP Fernheim-Neuland), maní y sésamo (Agro-Chaco) y la comercialización de ganado para matadero (Frigo-Chaco). En estos quehaceres se encuentran la mayor cantidad de puestos de trabajo, además de los servicios, que se requieren como apoyo para la producción.

### Infraestructura
Filadelfia ofrece infraestructura y servicios para toda la región chaqueña. A partir de un simple centro colonial de los menonitas, se ha convertido en una metrópoli para un vasto territorio.
Organizaciones intercoloniales con las colonias vecinas "Menno" y "Neuland" son la Radio La Voz del Chaco Paraguayo ZP-30; la Asociación de Servicio y Cooperación Indígena Menonita (ASCIM); el Instituto de Formación Docente (IFD) y el psiquiátrico «Santorio Eirene».

### Seguridad
La ciudad es una de las más seguras de la región chaqueña. Existe un trabajo en conjunto entre los miembros de la policía nacional, la policía municipal y la organización de seguridad interna de la cooperativa, quienes realizan controles aleatorios, recorren por la ciudad y algunos trabajos preventivos.

## Cultura

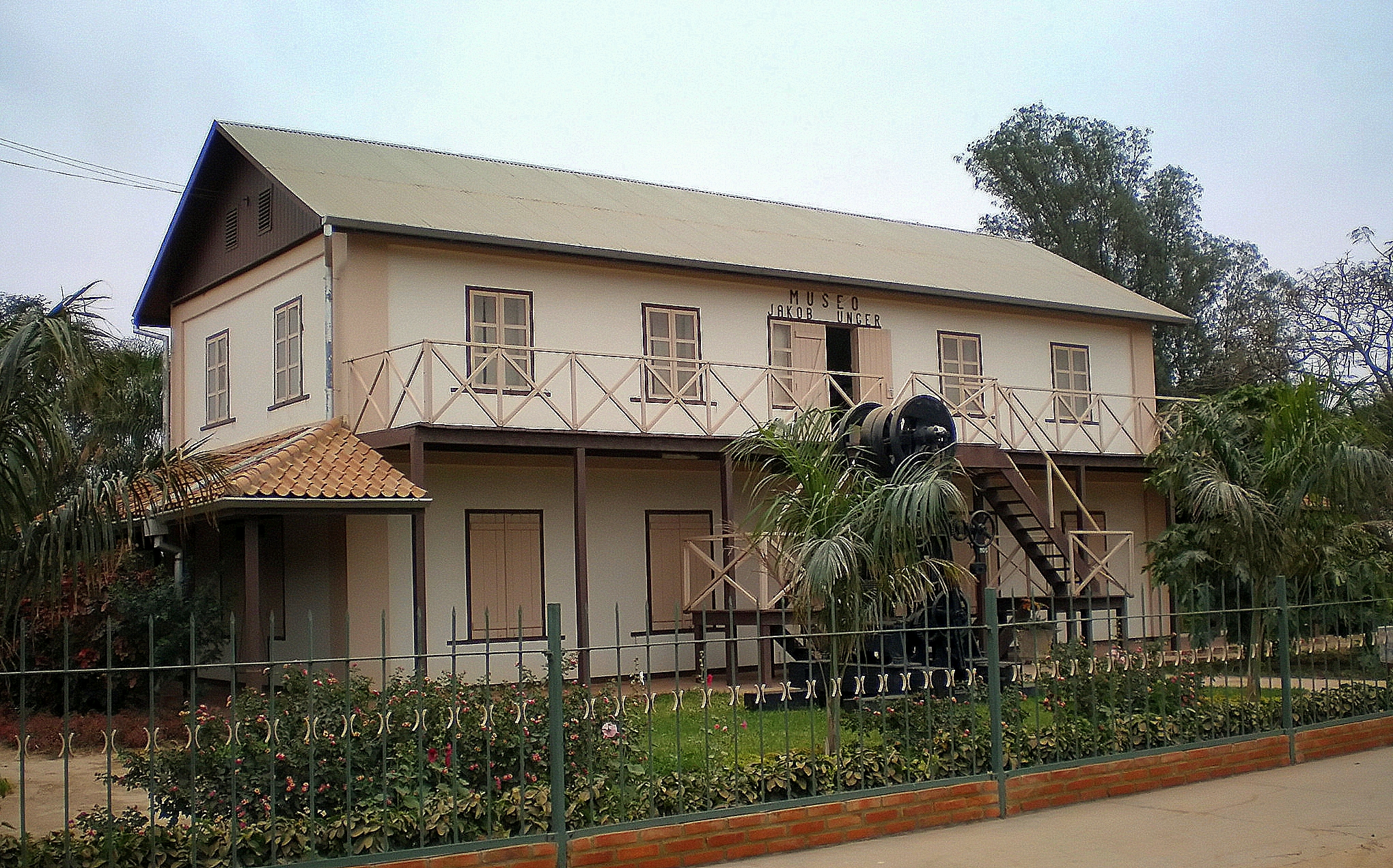
Museo Jakob Unger.

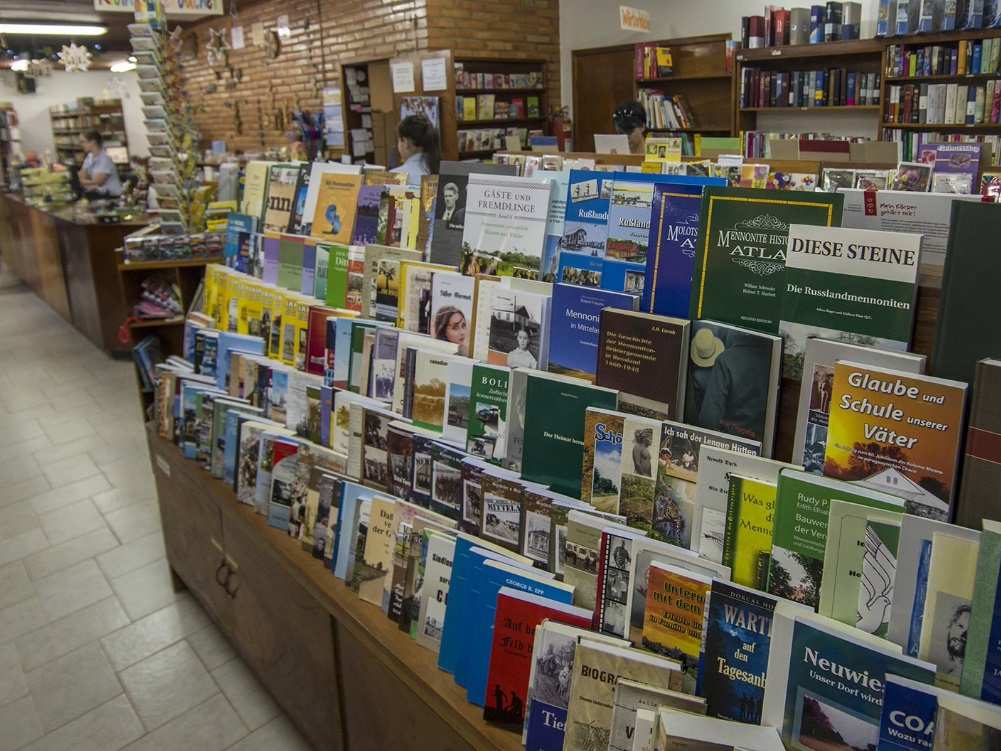
Interior de una librería.

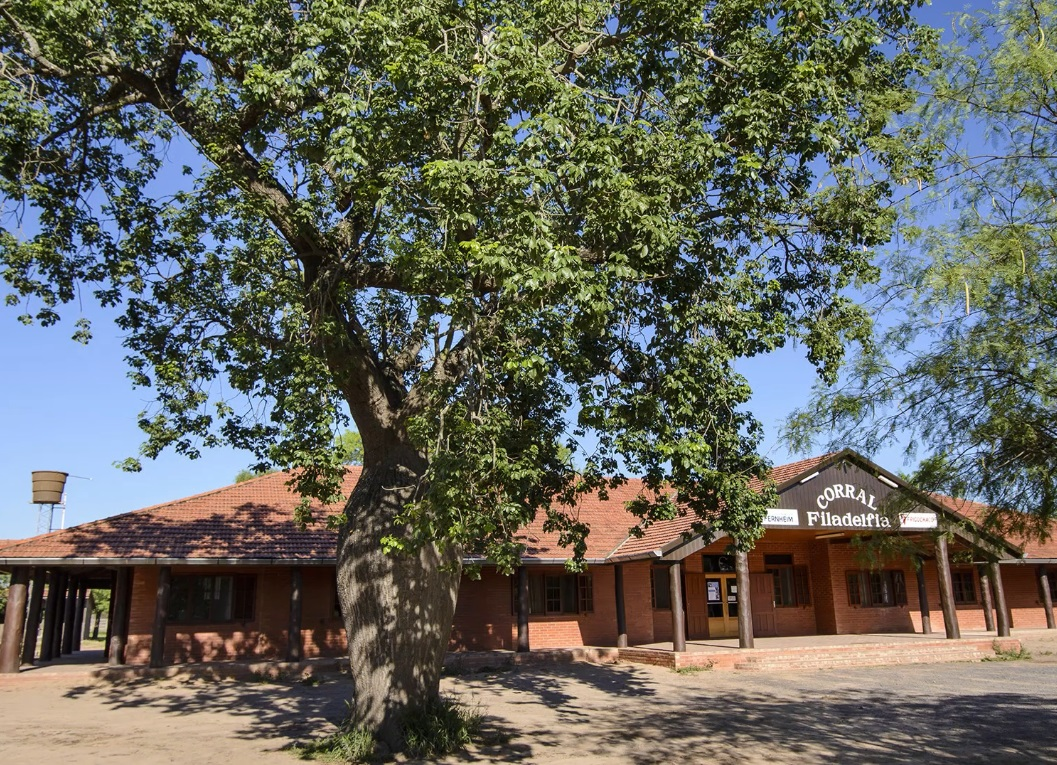
Una vivienda con el árbol botella, típico del suelo chaqueño.

Filadelfia se muestra como una ciudad multicultural y pluriétnica. Existen al menos 5 etnias indígenas, así como pobladores de distintos orígenes que hacen su día a día y realizan labores mancomunadamente. Por ello, la ciudad se divide en varias comisiones vecinales para así paliar las necesidades. En vista a que la migración a la ciudad trae consigo el requerimiento de un nuevo lote y vivienda, un socio de una cooperativa sugirió que los grandes lotes se dotarán de cada elemento necesario para lograr la consolidación de los nuevos vecindarios, tales como el hermoseamiento de los espacios públicos, la creación de escuelas de fútbol, el sistema de alcantarillados y acueductos para prever las inundaciones, entre otros.

### Educación
La ciudad posee varias instituciones públicas de educación primaria y secundaria. Cada comunidad indígena posee un instituto escolar donde reciben la enseñanza en su idioma natal y también en castellano.
La Escuela Básica N° 6021 abrió sus puertas en febrero de 2001, comenzando con 270 alumnos. Desde entonces, un promedio de 40 alumnos nuevos fueron sumándose al año al instituto. La deserción escolar en la comunidad indígena es del 13%, aunque la tendencia es cada vez menor. El idioma nivaclé es el idioma de enseñanza impartido en los niños, mientras que los cursos superiores van implementando el castellano en las aulas. Si bien existen materiales didácticos en la lengua originaria, no hay mucha variedad de libros, por lo que el acceso a la información es más limitado, y el uso del castellano se hace cada vez más inminente. Aun así, el enfoque educacional se decanta por la idea de mantener esa equidad de modo que el estudiante sea prolífico en ambos idiomas.

### Turismo
Filadelfia en sí misma se constituye como un atractivo turístico debido a su condición atípica, en contraste con cualquier ciudad paraguaya, justamente por su diversidad cultural y étnica, así como los diferentes usos y costumbres. Desde la creación misma de la ciudad, se caracterizó por marcar la diferencia en cuant

### La fiesta de las tradiciones
La fiesta de las tradiciones es un festejo que se realiza desde el 2014, de forma anual, en la cual las diferentes etnias participan para exponer sus tradiciones. Esta fiesta, realizada a finales de junio y principios de julio, es ajena a la tradicional Fiesta de San Juan que se realiza en el resto de Paraguay, razón por la que se presentan sendas variedades de presentaciones artísticas, juegos típicos, gastronomía originaria, etc. con el fin de generar una mayor integración entre la población.